# ATP St. Pölten 1999 - Qualificazioni singolare
Le qualificazioni del singolare dell'ATP St. Pölten 1999 sono state un torneo di tennis preliminare per accedere alla fase finale della manifestazione. I vincitori dell'ultimo turno sono entrati di diritto nel tabellone principale. In caso di ritiro di uno o più giocatori aventi diritto a questi sono subentrati i lucky loser, ossia i giocatori che hanno perso nell'ultimo turno ma che avevano una classifica più alta rispetto agli altri partecipanti che avevano comunque perso nel turno finale.
Le qualificazioni del torneo ATP St. Pölten 1999 prevedevano 32 partecipanti di cui 4 sono entrati nel tabellone principale.

## Teste di serie
1. Guillermo Cañas (Qualificato)
2. Dinu Pescariu (primo turno)
3. Orlin Stanojčev (secondo turno)
4. Kenneth Carlsen (primo turno)

1. Ville Liukko (secondo turno)
2. Rogier Wassen (primo turno)
3. Radek Štěpánek (ultimo turno)
4. Wayne Arthurs (primo turno)

## Qualificati
1. Guillermo Cañas
2. Charles Auffray

1. Jimy Szymanski
2. Tomás Carbonell

## Tabellone

### Legenda
| - Q = Qualificato - WC = Wild card - LL = Lucky loser | - ALT = Alternate - SE = Special Exempt - PR = Protected Ranking | - w/o = Walkover - r = Ritirato - d = Squalificato |

### Sezione 1
|  | Primo turno     | Primo turno            | Primo turno            | Primo turno | Primo turno |  |  | Secondo turno | Secondo turno   | Secondo turno   | Secondo turno  | Secondo turno |   |   | Ultimo turno | Ultimo turno    | Ultimo turno | Ultimo turno | Ultimo turno |  |
|  |                 |                        |                        |             |             |  |  |               |                 |                 |                |               |   |   |              |                 |              |              |              |  |
|  | 1               | Guillermo Cañas        | Guillermo Cañas        | 6           | 6           |  |  |               |                 |                 |                |               |   |   |              |                 |              |              |              |  |
|  |                 | Emilio Benfele Álvarez | Emilio Benfele Álvarez | 3           | 2           |  |  | 1             | Guillermo Cañas | Guillermo Cañas | 6              | 6             |   |   |              |                 |              |              |              |  |
|  | Dušan Vemić     | Dušan Vemić            | Dušan Vemić            | 6           | 7           |  |  |               | Dušan Vemić     | Dušan Vemić     | 0              | 3             |   |   |              |                 |              |              |              |  |
|  | Davide Scala    | Davide Scala           | Davide Scala           | 3           | 6           |  |  |               |                 |                 |                |               |   |   | 1            | Guillermo Cañas | 6            | 6            | 6            |  |
|  | Radovan Svetlík | Radovan Svetlík        | 6                      | 3           | 7           |  |  |               |                 | 7               | Radek Štěpánek | 7             | 1 | 2 |              |                 |              |              |              |  |
|  | Thomas Larsen   | Thomas Larsen          | 4                      | 6           | 6           |  |  |               | Radovan Svetlík | 7               | 3              | 1             |   |   |              |                 |              |              |              |  |
|  | 7               | Radek Štěpánek         | Radek Štěpánek         | 6           | 7           |  |  | 7             | Radek Štěpánek  | 5               | 6              | 6             |   |   |              |                 |              |              |              |  |
|  |                 | Luben Pampoulov        | Luben Pampoulov        | 3           | 6           |  |  |               |                 |                 |                |               |   |   |              |                 |              |              |              |  |

### Sezione 2
|  | Primo turno     | Primo turno        | Primo turno        | Primo turno | Primo turno |  |  | Secondo turno      | Secondo turno      | Secondo turno      | Secondo turno   | Secondo turno   |   |   | Ultimo turno    | Ultimo turno    | Ultimo turno    | Ultimo turno | Ultimo turno |  |
|  |                 |                    |                    |             |             |  |  |                    |                    |                    |                 |                 |   |   |                 |                 |                 |              |              |  |
|  |                 | Werner Eschauer    | 2                  | 6           | 6           |  |  |                    |                    |                    |                 |                 |   |   |                 |                 |                 |              |              |  |
|  | 2               | Dinu Pescariu      | 6                  | 1           | 1           |  |  | Werner Eschauer    | Werner Eschauer    | Werner Eschauer    | 3               | 3               |   |   |                 |                 |                 |              |              |  |
|  | Kim Tiilikainen | Kim Tiilikainen    | Kim Tiilikainen    | 6           | 6           |  |  | Kim Tiilikainen    | Kim Tiilikainen    | Kim Tiilikainen    | 6               | 6               |   |   |                 |                 |                 |              |              |  |
|  | André Sá        | André Sá           | André Sá           | 2           | 1           |  |  |                    |                    |                    |                 |                 |   |   | Kim Tiilikainen | Kim Tiilikainen | Kim Tiilikainen | 6            | 5            |  |
|  | Charles Auffray | Charles Auffray    | Charles Auffray    | 6           | 6           |  |  |                    |                    | Charles Auffray    | Charles Auffray | Charles Auffray | 7 | 7 |                 |                 |                 |              |              |  |
|  | David Miketa    | David Miketa       | David Miketa       | 4           | 3           |  |  | Charles Auffray    | Charles Auffray    | Charles Auffray    | 6               | 7               |   |   |                 |                 |                 |              |              |  |
|  |                 | Thomas Schiessling | Thomas Schiessling | 7           | 6           |  |  | Thomas Schiessling | Thomas Schiessling | Thomas Schiessling | 4               | 5               |   |   |                 |                 |                 |              |              |  |
|  | 8               | Wayne Arthurs      | Wayne Arthurs      | 6           | 3           |  |  |                    |                    |                    |                 |                 |   |   |                 |                 |                 |              |              |  |

### Sezione 3
|  | Primo turno      | Primo turno      | Primo turno      | Primo turno | Primo turno |  |  | Secondo turno  | Secondo turno    | Secondo turno    | Secondo turno  | Secondo turno  |   |   | Ultimo turno     | Ultimo turno     | Ultimo turno     | Ultimo turno | Ultimo turno |  |
|  |                  |                  |                  |             |             |  |  |                |                  |                  |                |                |   |   |                  |                  |                  |              |              |  |
|  | 3                | Orlin Stanojčev  | 2                | 6           | 6           |  |  |                |                  |                  |                |                |   |   |                  |                  |                  |              |              |  |
|  |                  | Iztok Bozic      | 6                | 4           | 4           |  |  | 3              | Orlin Stanojčev  | Orlin Stanojčev  | 6              | 5              |   |   |                  |                  |                  |              |              |  |
|  | Rodolphe Gilbert | Rodolphe Gilbert | Rodolphe Gilbert | 6           | 6           |  |  |                | Rodolphe Gilbert | Rodolphe Gilbert | 7              | 7              |   |   |                  |                  |                  |              |              |  |
|  | Markus Polessnig | Markus Polessnig | Markus Polessnig | 3           | 1           |  |  |                |                  |                  |                |                |   |   | Rodolphe Gilbert | Rodolphe Gilbert | Rodolphe Gilbert | 3            | 6            |  |
|  | Jimy Szymanski   | Jimy Szymanski   | Jimy Szymanski   | 6           | 6           |  |  |                |                  | Jimy Szymanski   | Jimy Szymanski | Jimy Szymanski | 6 | 7 |                  |                  |                  |              |              |  |
|  | Alan Mackin      | Alan Mackin      | Alan Mackin      | 1           | 2           |  |  | Jimy Szymanski | Jimy Szymanski   | Jimy Szymanski   | 7              | 6              |   |   |                  |                  |                  |              |              |  |
|  |                  | Tomas Behrend    | Tomas Behrend    | 6           | 6           |  |  | Tomas Behrend  | Tomas Behrend    | Tomas Behrend    | 5              | 2              |   |   |                  |                  |                  |              |              |  |
|  | 6                | Rogier Wassen    | Rogier Wassen    | 0           | 2           |  |  |                |                  |                  |                |                |   |   |                  |                  |                  |              |              |  |

### Sezione 4
|  | Primo turno     | Primo turno      | Primo turno     | Primo turno | Primo turno |  |  | Secondo turno   | Secondo turno   | Secondo turno   | Secondo turno | Secondo turno |   |   | Ultimo turno    | Ultimo turno    | Ultimo turno | Ultimo turno | Ultimo turno |  |
|  |                 |                  |                 |             |             |  |  |                 |                 |                 |               |               |   |   |                 |                 |              |              |              |  |
|  |                 | Tommy Robredo    | 4               | 7           | 6           |  |  |                 |                 |                 |               |               |   |   |                 |                 |              |              |              |  |
|  | 4               | Kenneth Carlsen  | 6               | 6           | 4           |  |  | Tommy Robredo   | Tommy Robredo   | Tommy Robredo   | 5             | 6             |   |   |                 |                 |              |              |              |  |
|  | Tomás Carbonell | Tomás Carbonell  | Tomás Carbonell | 6           | 2           |  |  | Tomás Carbonell | Tomás Carbonell | Tomás Carbonell | 7             | 7             |   |   |                 |                 |              |              |              |  |
|  | Igor Gaudi      | Igor Gaudi       | Igor Gaudi      | 0           | 0r          |  |  |                 |                 |                 |               |               |   |   | Tomás Carbonell | Tomás Carbonell | 6            | 3            | 6            |  |
|  | David Sánchez   | David Sánchez    | 1               | 6           | 6           |  |  |                 |                 | David Sánchez   | David Sánchez | 2             | 6 | 2 |                 |                 |              |              |              |  |
|  | Boris Borgula   | Boris Borgula    | 6               | 0           | 2           |  |  |                 | David Sánchez   | David Sánchez   | 6             | 6             |   |   |                 |                 |              |              |              |  |
|  | 5               | Ville Liukko     | 4               | 6           | 6           |  |  | 5               | Ville Liukko    | Ville Liukko    | 2             | 4             |   |   |                 |                 |              |              |              |  |
|  |                 | Wolfgang Schranz | 6               | 2           | 3           |  |  |                 |                 |                 |               |               |   |   |                 |                 |              |              |              |  |